# Żarnowo (powiat goleniowski)
Żarnowo (do 1945 niem. Alt Sarnow) – wieś sołecka w północno-zachodniej Polsce, położona w województwie zachodniopomorskim, w powiecie goleniowskim, druga co do wielkości w gminie Stepnica, położona na skraju Doliny Dolnej Odry, podmokłej i porośniętej łąkami oraz Równiny Goleniowskiej, porośniętej Puszczą Goleniowską, przy drodze łączącej Stepnicę z Wolinem, ok. 10 km na północ od Stepnicy.
Według danych z 31 grudnia 2009 r. wieś zamieszkiwały 422 osoby.
Wieś ma formę nieregularnej wielodrożnicy. Zabudowa jest bardzo zróżnicowana, najstarsze budynki pochodzą z połowy XIX wieku (murowane). Do zabytków należy kilka domów mieszkalnych z przełomu XIX i XX wieku oraz ryglowe zabudowania gospodarcze. Pośrodku wsi znajduje się murowany neogotycki kościół parafialny z połowy XIX wieku. Obok świątyni, otoczonej ceglanym murem, znajduje się wysadzony dębami plac, na którym znajduje się kamień pamięci ofiar I wojny światowej – mieszkańców Żarnowa. W południowej części wsi znajduje się duży cmentarz z fragmentami nagrobków ewangelickich, obecnie użytkowany. Wiele domów mieszkalnych pochodzi również z czasów obecnych. Żarnowo to wieś nieco większa, drugi co do wielkości ośrodek w gminie. We wsi znajduje się szkoła podstawowa, urząd pocztowy, ośrodek zdrowia, kilka sklepów spożywczych i przystanków PKS. Razem z wsiami Racimierz i Łąka, Żarnowo tworzy mały zespół wiejski ciągnący się wzdłuż jednej szosy. Od strony zachodniej wieś otaczają łąki i bagna, poprzecinane kanałami, znajduje się tam rezerwat przyrody "Czarnocin".
Przez wieś prowadzi znakowany  zielony turystyczny Szlak Stepnicki (Stepnica → Wolin) oraz zielony  międzynarodowy szlak rowerowy wokół Zalewu Szczecińskiego R-66.

## Przynależność polityczno-administracyjna
|                   | Okres        | Jednostki podziału terytorialnego                                                         |
| ----------------- | ------------ | ----------------------------------------------------------------------------------------- |
| Związek Niemiecki | 1815 – 1866  | Związek Niemiecki, Królestwo Prus, prowincja Pomorze                                      |
|                   | 1866 – 1871  | Związek Północnoniemiecki, Królestwo Prus, prowincja Pomorze                              |
|                   | 1871 – 1918  | Cesarstwo Niemieckie, Królestwo Prus, prowincja Pomorze                                   |
|                   | 1919 – 1933  | Rzesza Niemiecka (Republika Weimarska), kraj związkowy Prusy, prowincja Pomorze           |
| III Rzesza        | 1933 – 1945  | III Rzesza, prowincja Pomorze                                                             |
| Polska            | 1945 - 1950  | Rzeczpospolita Polska (Polska Ludowa), województwo szczecińskie                           |
| Polska            | 1950 - 1957  | Rzeczpospolita Polska (Polska Ludowa), województwo szczecińskie                           |
| Polska            | 1957 - 1975  | Polska Rzeczpospolita Ludowa, województwo szczecińskie                                    |
| Polska            | 1975 - 1989  | Polska Rzeczpospolita Ludowa, województwo szczecińskie                                    |
| Polska            | 1989 - 1998  | Rzeczpospolita Polska, województwo szczecińskie, gmina Stepnica                           |
| Polska            | 1999 - teraz | Rzeczpospolita Polska, województwo zachodniopomorskie, powiat goleniowski, gmina Stepnica |